# 性代理人
性代理人（英語：sexual surrogate），有时称作替身性伴侣，是性治疗团队的一员，指导治疗师并进行代理。 有些夫妇一同参加性代理环节，而有些人（单身或夫妇之一）会独自参加性代理。 代理人通过教育并与病人发生亲密肉体关系或性关系来达到治疗目标。 这种做法由玛斯特约翰逊研究所1970年出版的教科書《人类性功能失调》引入。
大部分代理人是女性；也有一些是男性， 并有已婚夫妇一起从事性代理工作。 有些代理人就职于咨询中心，有些则有自己的办公室。除性代理之外，有些代理人还提供额外服务，例如电话咨询和性學身体接触。
虽然任何人都可以在没有培训或认证下就称自己是（性）代理人，但这方面确实是有培训和专业认证的。 国际专业代理协会，成立于1971，培训和认证性代理人，以及引导患者和治疗师向他们求助，还参加学术研究和公共教育。 Vena Blanchard是其主席。

## 典型问题
病人常有以下特定问题：
| - 亲密关系障碍 - 缺乏自信 - 沟通问题 - 约会焦虑 - 性抑制 | - 阳痿 - 早泄 - 疾病引起的性交疼痛，如陰道痙攣 |

有些人因为获得性失能（事故、瘫痪、疾病、创伤）改变了性生活方式。性代理人可以帮助他们发掘和发展性潜能。性功能障碍的起因是多种多样的，因此代理人使用的手段也各有不同。

## 治疗
由于许多性问题是心理的，而非生理的，所以在治疗过程中病人与代理人之间、代理人与临床专家之间，沟通都扮演着关键角色。代理人通过治疗训练帮助病人。这些可能包括放松技巧、亲密交流、教学社交技巧，和一些性接触。  性代理人和密宗性教育家马尔西蒙说她和患者之间很少发生亲密的身体接触，她不会与那些与有伴侣关系的人性交。

## 文章
2003年Salon.com上，迈克尔·卡斯尔曼的《我是一个中年处男》（I was a middle-aged virgin），谈到了一个中年美国处男（罗杰·安德鲁斯）和性代理人Vena Blanchard给他的治疗。

### 引用
1. 1 2  Burford, Michelle. . AOL Health. September 2009. （原始内容存档于2010年2月12日）.
2. ↑  International Professional Surrogates Association. .   [13 March 2013]. （原始内容存档于2021-01-31）.
3. 1 2  . Womenshealthmag.com. 2012-10-15  [2014-03-03]. （原始内容存档于2014-10-16）.
4. ↑  . Womenshealthmag.com. 2012-10-15  [2014-03-03]. （原始内容存档于2014-10-16）.
5. ↑  . Zurinstitute.com.   [2014-03-03]. （原始内容存档于2019-01-17）.
6. ↑  . Ashvegas.com. 2009-09-24  [2014-03-03]. （原始内容存档于2019-12-23）.
7. ↑  DeHaan, Jerry De. Reaching Intimacy: A Male Sex Surrogate's Perspective, published 1986.
8. ↑  . Sexsurrogateofla.com.   [2014-03-03]. （原始内容存档于2014年3月3日）.
9. ↑  . Informedaboutsex.com.   [2014-03-03]. （原始内容存档于2014-03-03）.
10. ↑  . http://al-hikmah.org. unknown (2004-2011)  [2014-03-03]. （原始内容存档于2007-04-05）. 外部链接存在于|publisher= (帮助)
11. 1 2  . Surrogatetherapy.org.   [2014-03-03]. （原始内容存档于2020-11-12）.
12. ↑  Muller, Robert. . Psychology Today. 2013-05-27  [2014-03-03].
13. ↑  . http://www.venablanchard.com.   [2014-03-03]. （原始内容存档于2019-09-05）. 外部链接存在于|publisher= (帮助)
14. ↑  . IPSA: INTERNATIONAL PROFESSIONAL SURROGATES ASSOCIATION.   [27 January 2014]. （原始内容存档于2021-01-31）.
15. ↑  .   [2015-10-25]. （原始内容存档于2020-11-12）.